# Hypochrysops arronica
Hypochrysops arronica is een vlinder uit de familie van de Lycaenidae. De wetenschappelijke naam van de soort is voor het eerst geldig gepubliceerd in 1859 door Felder.